# Agnieszka Klonowiecka-Milart
Agnieszka Klonowiecka-Milart (ur. 15 marca 1959) – polska karnistka, sędzia Trybunału Arbitrażowego Narodów Zjednoczonych (2016–2023).

## Życiorys
Agnieszka Klonowiecka-Milart ukończyła z wyróżnieniem prawo na Uniwersytecie Marii Curie-Skłodowskiej w Lublinie (1982). Przez następne dwa lata odbywała aplikację sądową. Od 1982 do 1991 pracowała naukowo na macierzystej uczelni, specjalizując się w prawie karnym materialnym i procesowym oraz prawach człowieka.
W październiku 1991 rozpoczęła asesurę w Sądzie Rejonowym w Opolu Lubelskim. W styczniu 1994 przeniosła się do wydziału cywilnego Sądu Rejonowego w Lublinie. W 1996 awansowana do Sądu Okręgowego w Lublinie, początkowo w wydziale pierwszoinstancyjnym, a po dwóch latach w odwoławczym. W latach 1995 i 1997 pracowała dla Departamentu Współpracy Międzynarodowej i Prawa Europejskiego Ministerstwa Sprawiedliwości jako ekspertka ds. harmonizacji prawa polskiego z prawem Unii Europejskiej i Rady Europy. Od października 1998 do marca 2000 pracowała w misji ONZ w Bośni i Hercegowinie. W latach 2000–2008 sędzia międzynarodowa w ramach Misji Tymczasowej Administracji Organizacji Narodów Zjednoczonych w Kosowie, pełniła funkcje sędzi sądu najwyższego oraz sędzi śledczej. Od 2006 sędzia ad hoc, a od 2010 stała sędzia Trybunału Narodów Zjednoczonych ds. osądzenia zbrodni popełnionych w Kambodży przez reżim Czerwonych Khmerów. W listopadzie 2015 stosunkiem głosów 120:65 została wybrana do Trybunału Arbitrażowego Narodów Zjednoczonych. Siedmioletnią kadencję rozpoczęła 1 lipca 2016.
Członkini Stowarzyszenia Sędziów Polskich „Iustitia” (od 1996). Członkini założycielka Towarzystwa Prawniczego w Lublinie (od 1995). Przewodnicząca Miejskiej Komisji Wyborczej w Lublinie (1994–1998).
Agnieszka Klonowiecka-Milart wychowała się w Lublinie. Urodziła się w rodzinie inżyniera i lekarki. Wnuczka Wita Klonowieckiego. Z mężem Pawłem Milartem, profesorem nauk medycznych, ma syna Pawła (ur. 1990). Deklaruje biegłą znajomość angielskiego, francuskiego i rosyjskiego oraz roboczą bośniacko-chorwacko-serbskiego.